# José Messina
José Messina (nacido el 19 de octubre de 1952 en Roma, Italia) es un exfutbolista italiano nacionalizado argentino. Jugaba de centrocampista y su primer club fue San Lorenzo de Mar del Plata.

## Carrera
Comenzó su carrera en 1973 jugando para San Lorenzo de Mar del Plata. Jugó para el club hasta 1974. En 1979 se fue al Kimberley de Mar del Plata, en donde se retiró.

## Clubes
| Club                         | País      | Año       |
| ---------------------------- | --------- | --------- |
| San Lorenzo de Mar del Plata | Argentina | 1973-1974 |
| Green Cross                  | Chile     | 1976      |
| Deportes Linares             | Chile     | 1977      |
| Kimberley de Mar del Plata   | Argentina | 1979      |